# Общество защиты интернета
«О́бщество защи́ты интерне́та» — российский некоммерческий фонд, основанный в 2016 году, и провозглашающий своей целью защиту интернета в России от цензуры, избыточного регулирования и административного произвола.

## Деятельность
Общество защиты интернета было основано российскими общественными и политическими деятелями Леонидом Волковым и Сергеем Бойко в январе 2016 года. По словам Волкова, создание организации было связано с ожиданием введения новых ограничений функционирования интернета в России и необходимостью их предупредить. Организация декларирует в качестве своих основных целей развитие интернета в России как среды, свободной от избыточных ограничений.
25 марта 2019 года Общество защиты интернета стало первой российской общественной организацией, получившей членство в «Корпорации по управлению доменными именами и IP-адресами» (ICANN). Фонд стал членом «комитета некоммерческих пользователей» корпорации в составе Группы некоммерческих заинтересованных сторон и будет участвовать в деятельности по разработке политики управления Интернетом, защите некоммерческих коммуникаций и защите потребителей, гражданских свобод и прав человека. Общество намеревается принимать активное участие в работе корпорации и войти в будущем в совет директоров ICANN.
Общество защиты интернета ежедневно публикует на своём сайте «Индекс связности», показывающий совокупное количество связей между российскими и иностранными автономными системами. Индекс автоматически вычисляется на основании данных из атласа RIPE. Согласно позиции организации, этот индекс показывает уровень свободы интернета в России: чем он выше, тем интернет свободнее.
Кроме того, ежемесячно организация публикует «Индекс свободы интернета», оценивающий уровень зарегулированности и ограниченности прав граждан в российском сегменте сети. За начало взят уровень от 1 января 2016 года — 1 000. По данным организации, в 2017 году индекс снизился до 711, в 2018 году — до 569, в 2019 — до 370.
Общество защиты интернета публикует на своём сайте информацию о случаях привлечения граждан к административной или уголовной ответственности за публикацию постов и мемов, а также за лайки и репосты в социальных сетях. Эта информация также наносится на «Карту репрессий», которая позволяет выделить проблемные в этом плане регионы России.
На момент 2025 года, после длительных внутренних конфликтов российской оппозиции, сайт ОЗИ полностью не работает, а дальнейшая деятельность бывших участников ОЗИ, направлена на поддержание более международной деятельности ФБК, чем борьбе за свободу интернета

### Участие в протестах
30 апреля 2018 года в Москве состоялся митинг против блокировки в России мессенджера Telegram, который собрал до 12 000 участников. Организаторами акции стали Либертарианская партия и Общество защиты интернета.
10 марта 2019 года в Москве прошёл митинг против изоляции Рунета, участники которого выступили против принятия закона «о суверенном интернете». Организатором акции выступило в том числе и Общество защиты интернета. Его члены считают, что этот закон нецелесообразен и иллюстрирует непонимание особенностей функционирования интернета его инициаторами.